# Пасічна Зоя Сергіївна
З́оя Серѓіївна П́асічна (8 серпня 1947, Сантарка, Житомирська область — 1 жовтня 2018, Одеса) — українська майстриня декоративного розпису. Заслужений майстер народної творчості України (2006). Лауреатка премії імені Ростислава Палецького (2007). Членкиня НСХУ (2008).

## Життєпис
Зоя Сергіївна Пасічна народилася 8 серпня 1947 року у селі Сантарка Житомирської області. 1967 року закінчила Київське училище декоративно-прикладного мистецтва.
Із 1968 року проживала в Одесі. У 1968—1981 роках працювала художником-конструктором у спеціальному конструкторсько-технологічному бюро «Продмаш», у 1982—1992 роках художником-оформлювачем на Одеському обласному художньо-оформлювальному виробничому комбінаті, у 1999—2005 роках інженером-художником у Центрі сертифікації «Науково-технічний центр „Станкосерт“».
Спочатку вивчала петриківський розпис; згодом поступово вводила у власний діапазон українських образів прикмети регіональних тем Причорномор'я, степових краєвидів, перероблених унікальною фантазією у квітково-пташиний рай, зачарований простір морських глибин, осяяних радістю та сонцем. Учасниця мистецьких виставок від 1966 року.
У творчості Зої Пасічної домінує стародавня сакральність рідного Полісся і барвистість причорноморського степу, традиційні мотиви Петриківської школи живопису й вікова мудрість українського народу. Окрім петриківського розпису, на своїх полотнах художниця використовувала ріжкування — техніку орнаментації мальованої кераміки.
Зоя Пасічна є автором ілюстрацій до десяти дитячих книжок, збірок віршів, українських казок і колискових. В активі майстрині понад 20 персональних і 30 спільних виставок. Твори Зої Пасічної зберігаються в Національному музеї українського народного декоративного мистецтва, Національному центрі народної культури «Музей І. Гончара», Національному центрі ділового та культурного співробітництва «Український Дім», Канівському музеї Тараса Шевченка, Одеському національному та Хмельницькому обласному художніх музеях, Художній галереї міста Південне, в приватних колекціях вітчизняних та зарубіжних шанувальників народної форми декоративно-ужиткового мистецтва.
Померла мисткиня 1 жовтня 2018 року в Одесі.

## Вшанування
- 26 липня 2024 року в Одесі перейменували провулок на честь Зої Пасічної.[1]